# Hushe (Pakistan)

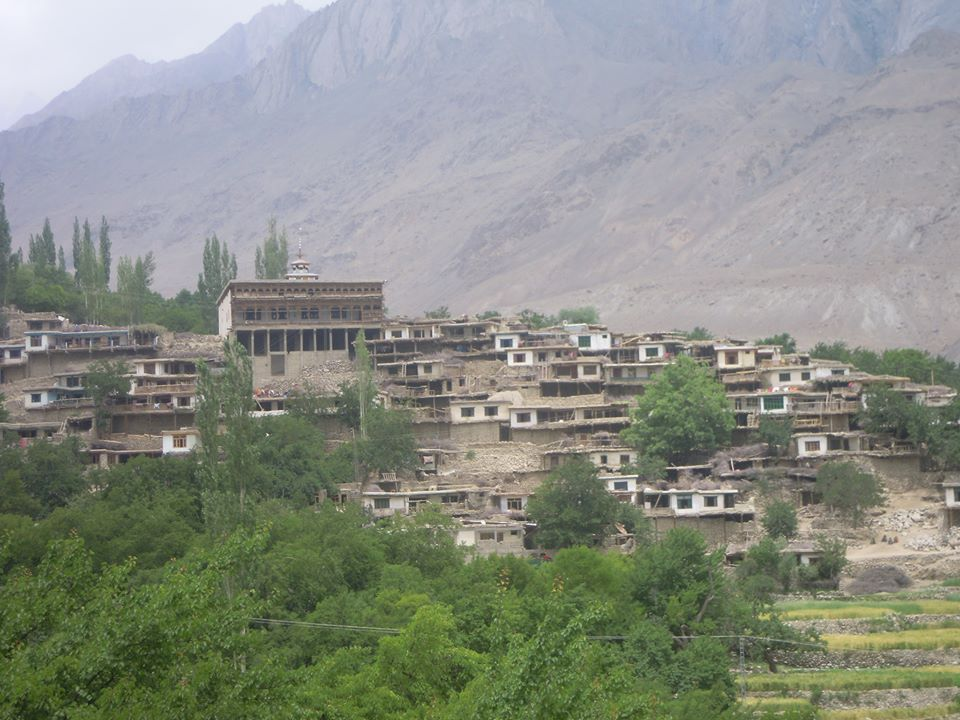
Panorama

Hushe ist ein Dorf im Distrikt Ghangche in Gilgit-Baltistan, Pakistan. Es ist das höchstgelegene Dorf im Hushe-Tal. In den 1960er Jahren begannen die Männer von Hushe als Köche und Träger bei Bergsteigerexpeditionen zu arbeiten. Hushe erlebte einen wirtschaftlichen Aufschwung, da der Ort immer beliebter als Trekking- und Kletterziel wurde.

## Galerie

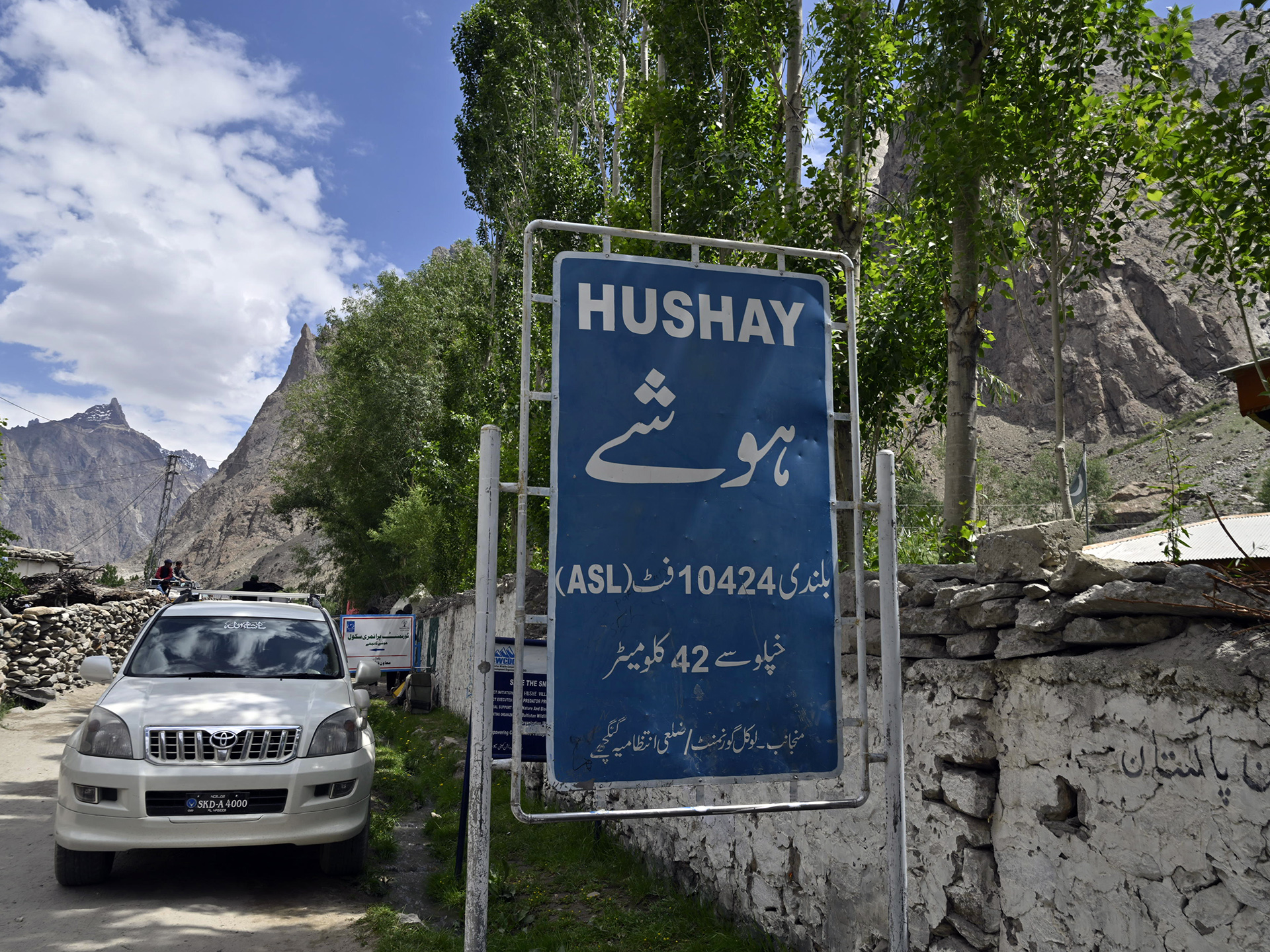
Die letzte Siedlung auf der Straße nach Masherbrum in Gilgit-Baltistan, Pakistan.
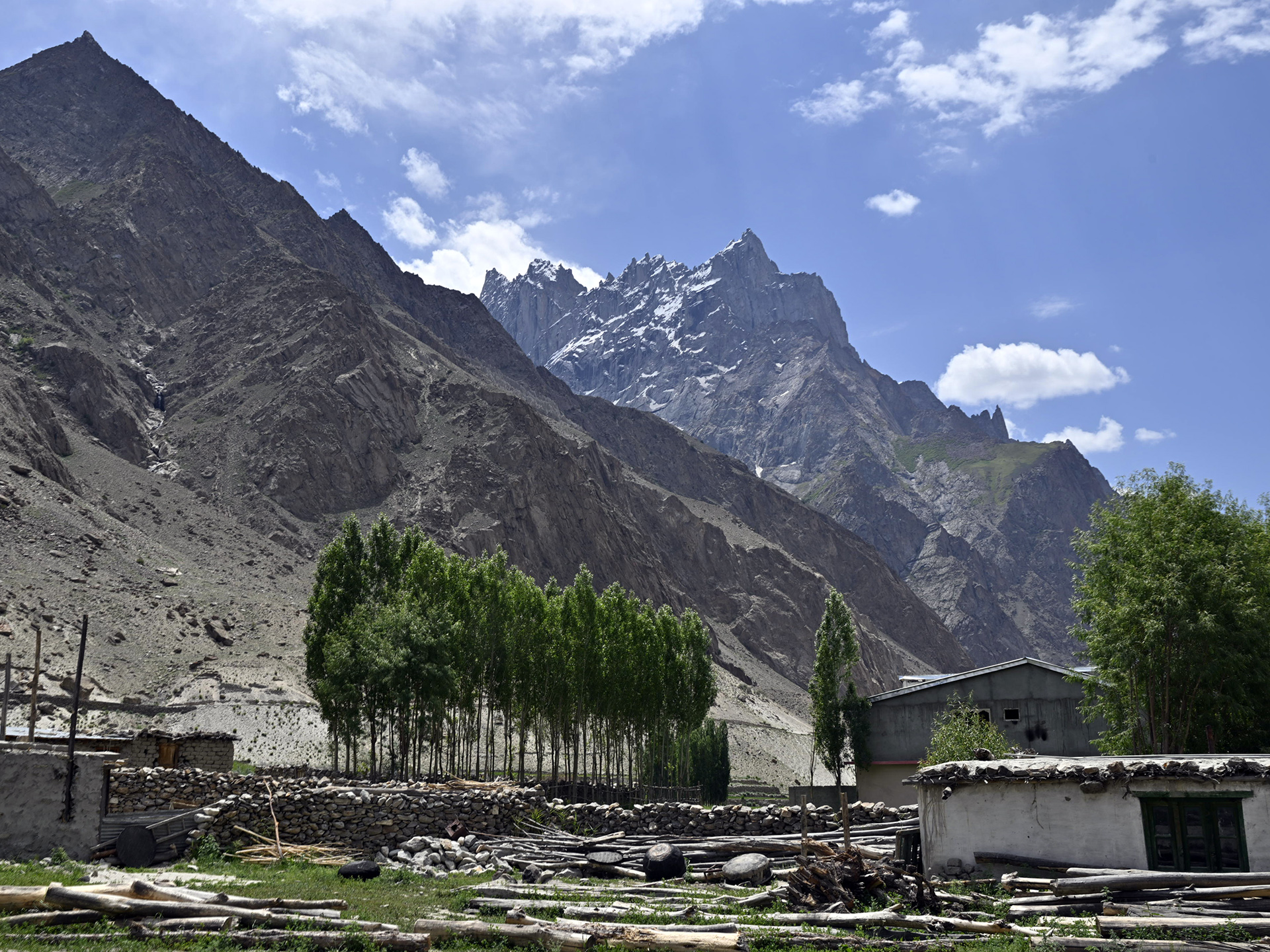
Berge im Hintergrund
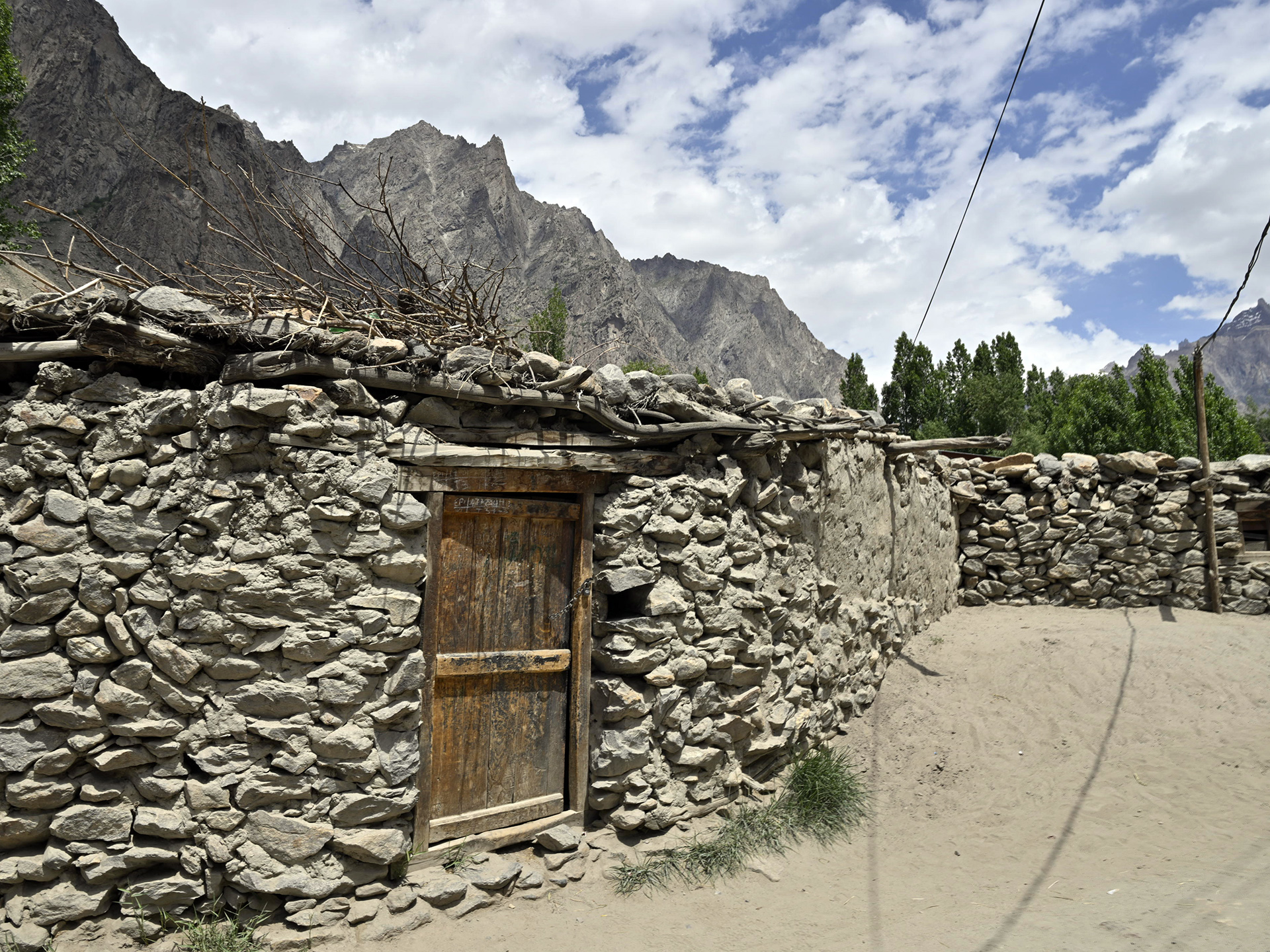
Hinweisschild
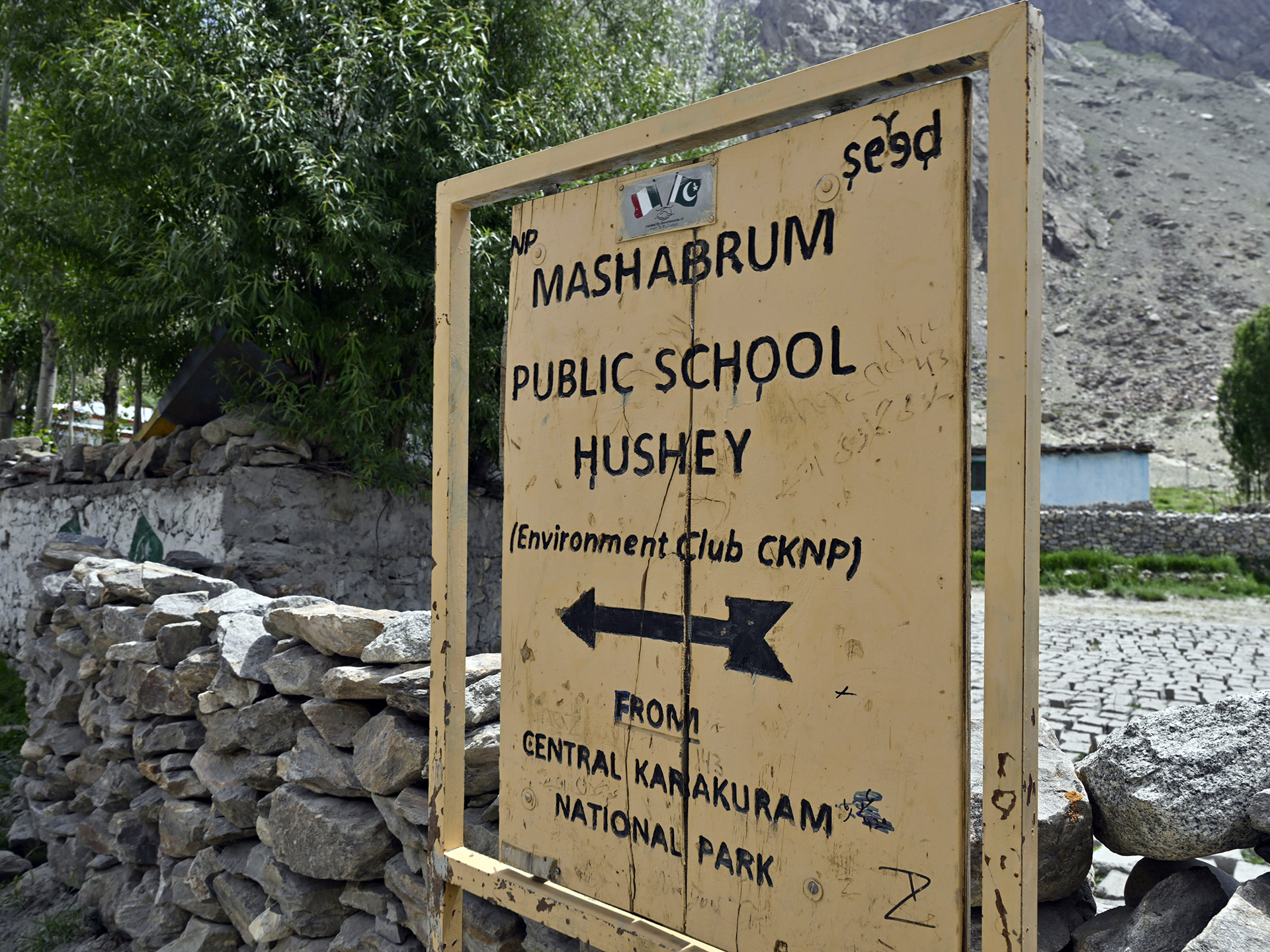
Schild der staatlichen Schule in Hushe, dem höchstgelegenen Dorf in Gilgit-Baltistan, Pakistan.
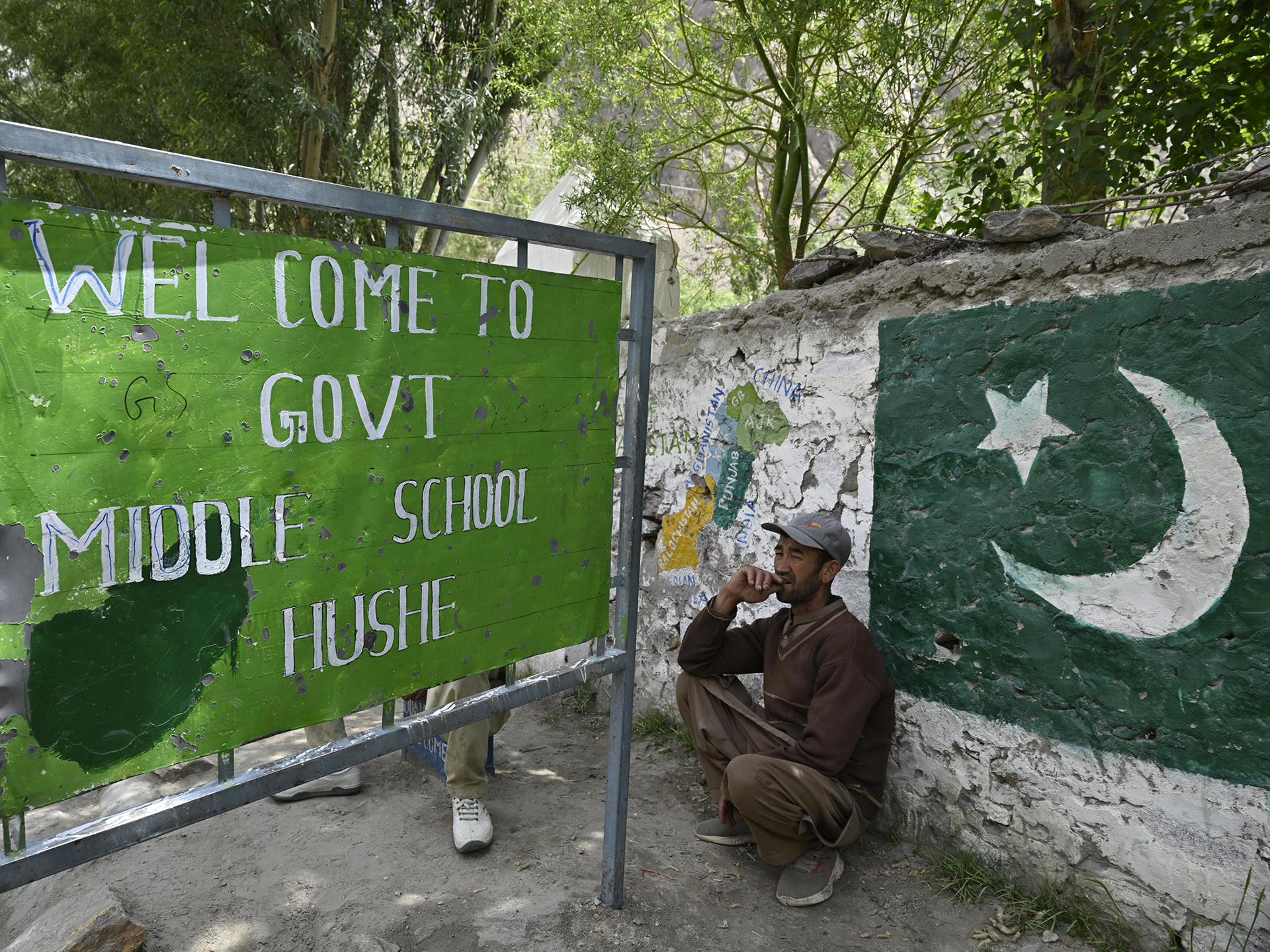
Schild der staatlichen Schule in Hushe
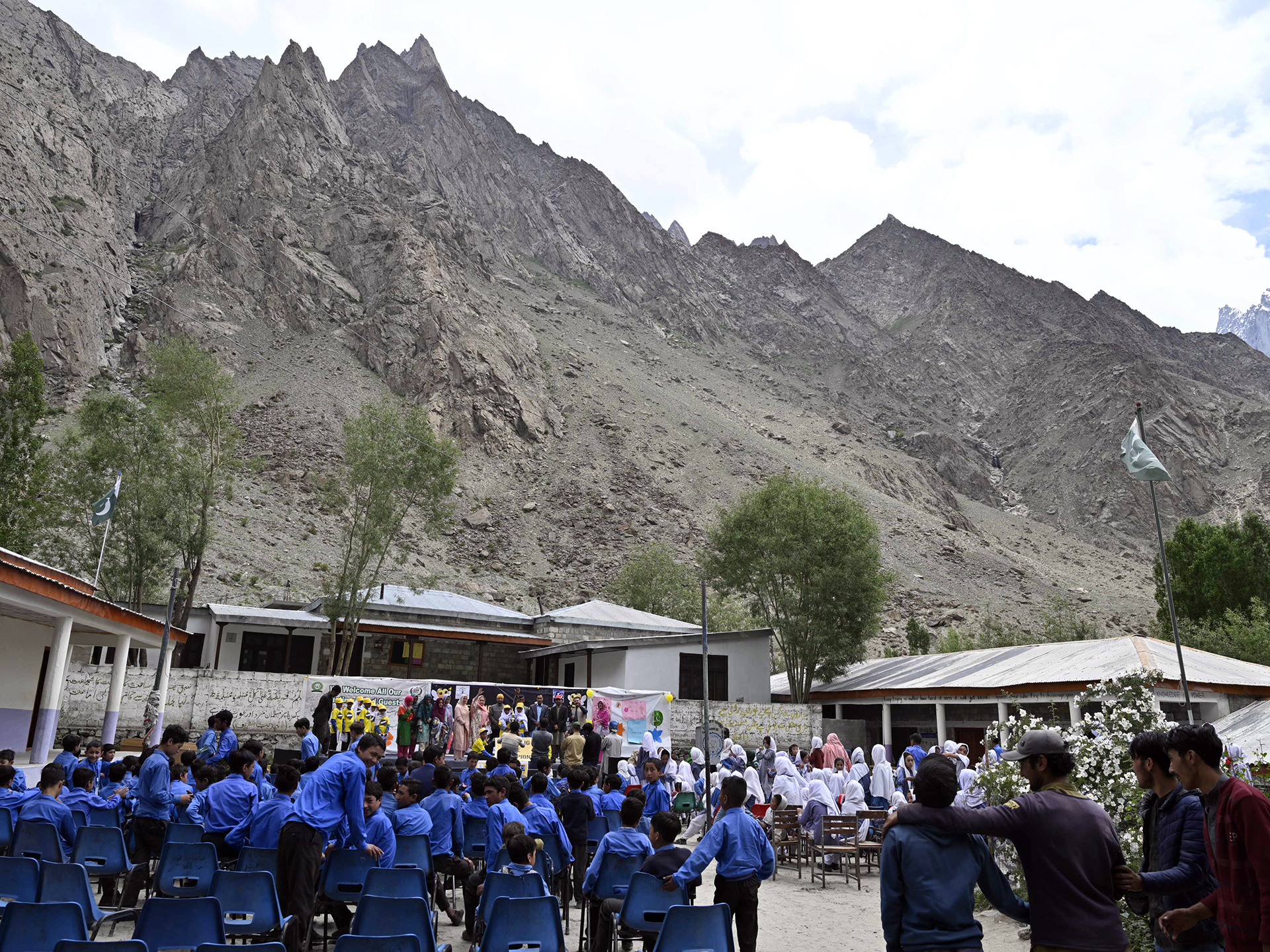
Staatliche Schule in Hushe
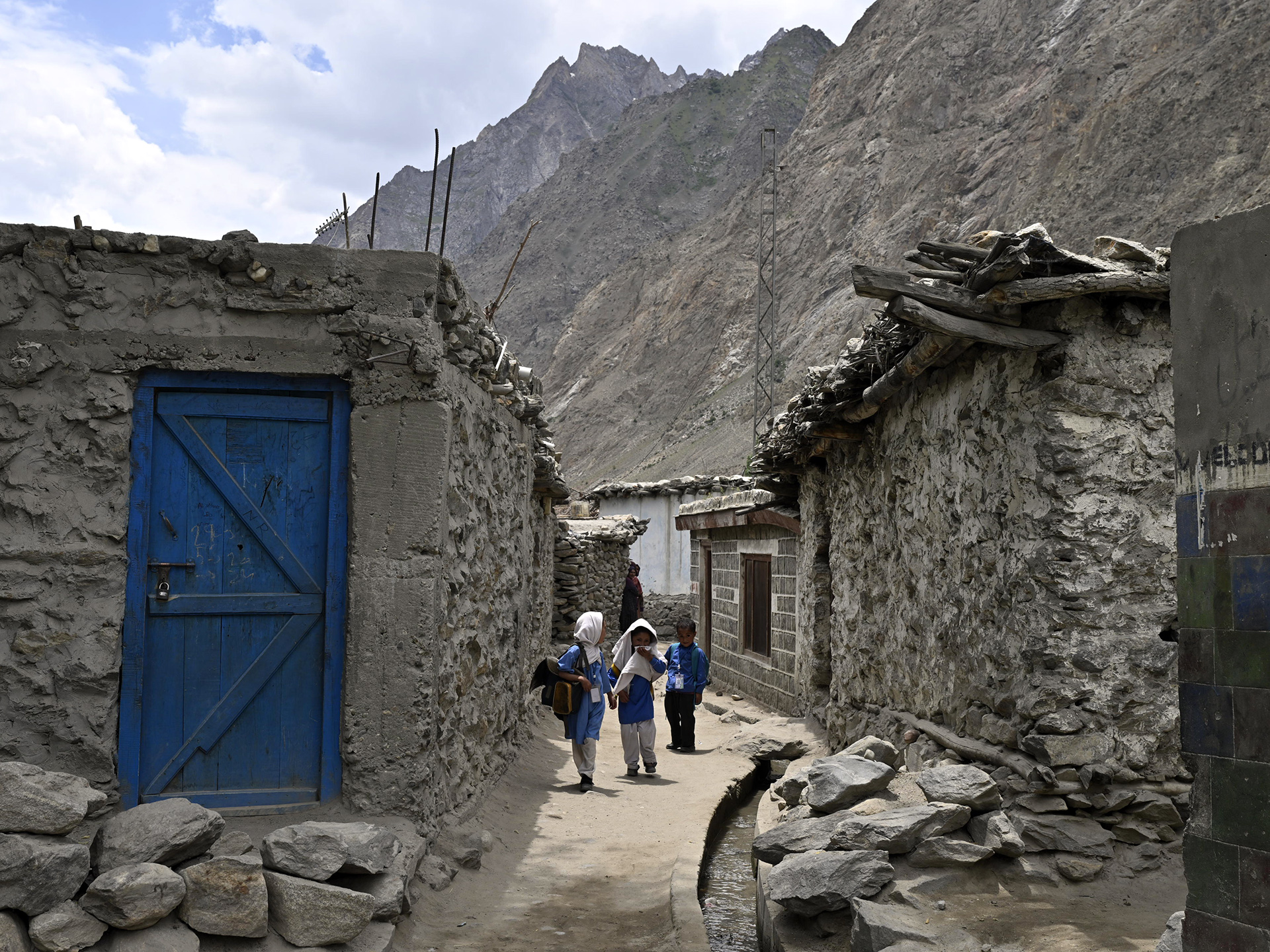
Häuser
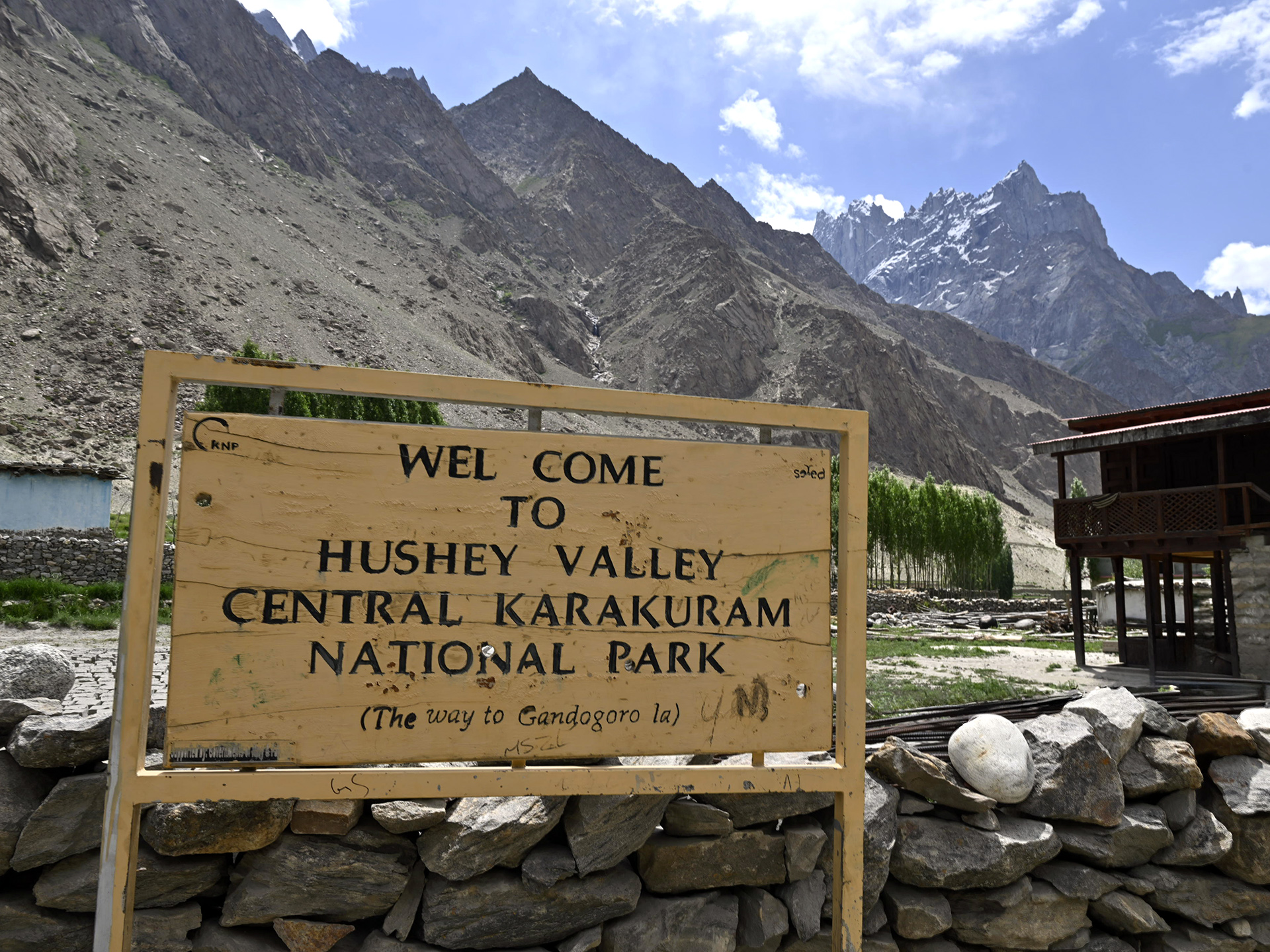
Schild am Hushe-Tal